# 134-es busz (Budapest)
A budapesti 134-es jelzésű autóbusz a Szentlélek tér és Békásmegyer, Újmegyeri tér között közlekedik. A vonalat a BKK megrendelésére az ArrivaBus Kft. üzemelteti.

## Története
A 2008-as paraméterkönyv bevezetése előtt három járat közlekedett: A 42-es a Szentlélek tér és Békásmegyer HÉV-állomás között, a 145-ös és 146-os buszok pedig két eltérő útvonalon a Békásmegyer HÉV-állomás és Békásmegyer Újmegyeri tér között közlekedtek. 2008. szeptember 6-án a 42-es és 146-os összevonásából jött létre a Szentlélek tér és Békásmegyer, Újmegyeri tér között a 134-es.
2009. augusztus 29-én a 134-es buszok Szentlélek téri végállomását áthelyezték a Margitszigetre, a Margit híd felújítása miatt. A régi végállomásról a reggeli csúcsidőben az új 134A buszok indultak a Békásmegyeri végállomás felé.
2010. március 29-től ezen a vonalon is első ajtós felszállási rend van érvényben.
2011. október 20-án a Margit híd átadásával egy időben a 26-os buszok újra eredeti útvonalukon közlekedett, a 134-es ennek ellenére továbbra is a Margit-szigetre járt, végül november 2-án helyezték vissza a Szentlélek térre, a 134A pedig megszűnt.
2012. június 1-jétől 2013. augusztus 11-éig 234-es jelzésű nyári idényjárat is közlekedett Békásmegyer, Újmegyeri tér és a Nyugati pályaudvar között, a Margit-sziget érintésével.
2023. március 18-tól április 30-ig újra visszatértek a Mercedes-Benz Citaro C2-es szóló buszok a vonalon. Elötte MAN Lion’s City A21-esek teljesítettek a vonalon. 2023. május 1-jétől MAN Lion's City 12 típusú szóló buszok közlekednek.
2025. március 1-jétől a Flórián téri felüljáró felújítása miatt a Szentlélek tér H felé közlekedő buszok a Pacsirtamező utcában kialakított visszafordítón keresztül érik el az Szentlélek teret, megállva a déli irányú Flórián tér megállóban. A Békásmegyer felé közlekedő buszok útvonala nem változott.

## Járművek
A vonalon 2008-tól 2017-ig magaspadlós járművek is közlekedtek: Ikarus 260-as és Ikarus 280-as, 2014-ig hétvégenként Ikarus 415-ös is. A járat indításától kezdődően mozgáskorlátozottak utazását elősegítő járművek is közlekednek, először Alfa Localo, majd 2013–19 között Mercedes-Benz Citaro, illetve 2017 decemberétől egészen 2023. március 18-ig MAN Lion’s City is közlekedett a vonalon. 
Jelenleg MAN Lion's City 12 típusú szóló autóbusz közlekedik a vonalon.

## Útvonala
| Békásmegyer, Újmegyeri tér felé |
| Szentlélek tér – Tavasz utca – Flórián tér – Szentendrei út – Czetz János köz – Czetz János utca – Mátyás király út – Batthyány utca – Madzsar József utca – Juhász Gyula utca – Hatvany Lajos utca – Békásmegyer, Újmegyeri tér vá.                                                                      |
| Szentlélek tér felé |
| Békásmegyer, Újmegyeri tér vá. – Hatvany Lajos utca – Juhász Gyula utca – Madzsar József utca – Pünkösdfürdő utca – Batthyány utca – Szent István utca – Szentendrei út – Mátyás király út – Czetz János utca – Czetz János köz – Szentendrei út – Flórián téri felüljáró – Serfőző utca – Szentlélek tér |

## Megállóhelyei
| 0  | Szentlélek tér H végállomás             | 24 | 29, 34, 106, 118, 137, 218, 226, 237 1, 1A                                                |
| 1  | Flórián tér                             | ∫  | 9, 29, 34, 106, 111, 118, 137, 218, 226, 237 1, 1A 800, 815, 820, 821, 830, 832, 840, 848 |
| 1  | Raktár utca                             | 20 | 9, 34, 106, 111, 118, 226                                                                 |
| 3  | Bogdáni út                              | 19 | 9, 34, 106, 111, 118, 226                                                                 |
| 4  | Kaszásdűlő H                            | 17 | 34, 106, 226                                                                              |
| 6  | Záhony utca                             | 16 | 34, 106                                                                                   |
| 7  | Aquincum H                              | 14 | 34, 106 S72 Z72 S76 (Aquincum megállóhely)                                                |
| 8  | Római tér                               | ∫  | 34, 106                                                                                   |
| 9  | Rómaifürdő H                            | ∫  | 34                                                                                        |
| 10 | Czetz János köz                         | 12 | 34                                                                                        |
| 11 | Attila utca                             | 11 |                                                                                           |
| 11 | Huba utca                               | 10 |                                                                                           |
| 12 | Hunyadi utca                            | 9  |                                                                                           |
| 13 | Bercsényi utca                          | 8  |                                                                                           |
| ∫  | Csillaghegy H                           | 7  | 160, 219                                                                                  |
| 15 | Szent István utca                       | 5  |                                                                                           |
| 16 | Madzsar József utca / Pünkösdfürdő utca | 5  | 34, 160, 243                                                                              |
| 17 | Békásmegyer H                           | 4  | 34, 160, 204, 243, 296 869                                                                |
| 18 | Hímző utca                              | 3  | 204, 296                                                                                  |
| 19 | Hatvany Lajos utca / Juhász Gyula utca  | 2  | 204, 296                                                                                  |
| 20 | Bálint György utca                      | 1  | 204, 296                                                                                  |
| 21 | Békásmegyer, Újmegyeri tér végállomás   | 0  | 34, 204, 296                                                                              |